# Marius Petipa
Marius Ivanovič Petipa (ruski: Мариус Иванович Петипа), rođen kao Victor Marius Alphonse Petipa (Marseille, Francuska, 11. ožujka 1818. - Gurzuf, Ukrajina, 14. srpnja 1910.) bio je francuski i ruski baletan, pedagog i koreograf. Petipa je jedan od najutjecajnijih baletnih majstora i koreografa u povijesti baleta.
Marius Petipa poznat je po svojoj dugoj karijeri kao Premier maître de ballet (Prvi baletni majstor) Carskih kazališta u Sankt Peterburgu, što ga čini baletnim majstorom i glavnim koreografom Carskog baleta (danas poznatog kao Marijinski balet), pozicije koju je obnašao od 1871. do 1903. Petipa je napravio više od pedeset baleta, od kojih su neki preživjeli u verzijama koje su vjerne, nadahnute ili rekonstruirane iz izvornika. Među tim djelima najpoznatiji su: Faraonova kćer (1862.); Don Quijote (1869.); La Bayadère (1877.); Talisman (1889.); Trnoružica (1890.); Orašar (u koreografiji s Lavom Ivanovim) (1892.); Le Réveil de Flore (1894.); La Halte de cavalerie (1896.); Raymonda (1898.); Les Saisons (1900.) i Les Millions d’Arlequin (a.k.a. Harlequinade) (1900.).
Petipa je oživio znatan broj djela drugih koreografa. Mnoga djela od tih obnova kasnije će postati konačna izdanja na kojima će se temeljiti sve naredne produkcije. Najpoznatije od tih obnova bile su: Le Corsaire, Giselle, La Esmeralda, Coppélia, La Fille Mal Gardée (s Levom Ivanovim), Mali grbavac i Labuđe jezero (s Levom Ivanovim).
Mnoga su djela preživjela neovisno o Petipovim izvornim djelima i obnovama, unatoč činjenici da su cjelovečernji baleti koji su ih iznjedrili nestali s repertoara Carskog baleta. Mnoga od tih djela opstala su u verzijama koje su se temeljile na izvorniku ili su ih drugi koreografirali nanovo – Grand Pas classique, Pas de trois i Mazurka des enfants iz Paquite; Le Carnaval de Venise Pas de deux; Talisman Pas de deux; La Esmeralda Pas de deux; Pas de deux Diana i Actéon; La Halte de Cavalerie Pas de deux; Don Quijote Pas de deux; La Fille Mal Gardée Pas de deux; i Harlekinada Pas de deux.
Sva cjelovečernja djela i pojedinačni komadi koji su preživjeli u aktivnoj izvedbi smatraju se kamenima temeljcima baletnog repertoara.